# Sabri al-Assali
 (février 2024).
Si vous disposez d'ouvrages ou d'articles de référence ou si vous connaissez des sites web de qualité traitant du thème abordé ici, merci de compléter l'article en donnant les références utiles à sa vérifiabilité et en les liant à la section « Notes et références ».
Sabri Al-Assali (en arabe : صبري العسلي), né en 1903 et mort le 13 avril 1976, est un homme politique syrien, trois fois Premier ministre de Syrie. Il a aussi été vice-président de la République arabe unie en 1958.

## Biographie
Al-Asali est né dans une famille de riches propriétaires terriens de Damas. Les Al-Asali sont originaires du village de Yalda, dans la banlieue de Damas, et sont connus sous le nom de famille Al-Charkatli. Ils se sont installés à Damas en l'an 1062 de l'hégire (calendrier islamique) et possèdent toujours des dotations à Yalda. Son oncle, Shukri al-Asali, était un dirigeant national de premier plan et un député au Parlement ottoman. Shukri al-Asali et un certain nombre d'autres dirigeants nationalistes ont été exécutés à Damas et à Beyrouth par le wāli ottoman, Jamal Pacha, le 6 mai 1916.
Sabri al-Asali fréquente l'université de Damas et obtient un diplôme de droit en 1925. Cette même année, la Grande Révolte Syrienne contre l'occupation française éclate, et al-Asali participe au soulèvement en aidant à la contrebande d'armes et de fournitures pour les combattants syriens dans la région de la Ghouta. Après la répression de la révolte, al-Asali est exilé par les autorités françaises en Arabie saoudite où il devient conseiller spécial du roi saoudien Abd al-Aziz, aux côtés d'un autre dirigeant syrien en exil, Shukri al-Quwatli.

## Carrière politique

### Mandat français
Al-Asali et Quwatli sont rentrés en Syrie en 1932 à la suite d'une amnistie générale. En 1933, al-Asali, avec un certain nombre de penseurs arabes influents, devient membre fondateur et secrétaire général de la Ligue d'action nationale, dont l'objectif est de contrer l'influence coloniale européenne. Parmi les autres membres fondateurs figurent l'historien et professeur Constantin Zureiq, le philosophe Zaki al-Arsuzi et l'homme politique Muhsin al-Barazi. La Ligue connaît un grand succès en Syrie et au Liban, et appelle à l'abolition des mandats français et britanniques et à l'intégration économique des pays arabes.
En 1936, Quwatli invite al-Asali à rejoindre le Bloc national, un groupe de coordination qui mène la lutte politique contre l'occupation française. Al-Asali se présente au Parlement en tant que membre du Bloc et remporte un siège aux élections de 1936, puis de 1943, 1947, 1954 et 1962. Al-Asali a été ministre de l'intérieur dans le cabinet de Faris al-Khoury, puis ministre de la justice et de l'éducation. Dans le cabinet de Saadallah al-Jabiri, formé en octobre 1945, Al-Asali occupe à nouveau les portefeuilles de la justice et de l'éducation. Al-Asali fait partie de la délégation syrienne qui assiste à la fondation de la Ligue arabe au Caire en 1945.

### Indépendance syrienne
La Syrie retrouve son indépendance en avril 1946 et al-Jabiri forme le premier cabinet de la Syrie post-occupation, nommant al-Asali au poste de ministre de l'Intérieur, qu'il occupe jusqu'en novembre 1946. Lorsque le Bloc national se sépare pour former deux partis concurrents, le Parti national et le Parti du peuple, al-Asali rejoint le Parti national de Quwatli et dirige son opposition à l'influence hachémite en Syrie.
En 1948, al-Asali est à nouveau chargé du portefeuille de l'Intérieur par le Premier ministre Jamil Mardam Bey. Son mandat est entaché par des troubles intérieurs résultant de la guerre israélo-arabe de 1948. Al-Asali adopte une ligne dure et réprime l'opposition. De nombreux socialistes de premier plan sont arrêtés sur son ordre, notamment Michel Aflaq du parti Baas, dont l'arrestation provoque des dissensions au sein du cabinet et la démission de Lutfi al-Haffar, l'adjoint de Mardam Bey. Alors que les troubles s'étendent, al-Asali déploie l'armée dans les rues. Il devient très impopulaire et ne survit que de justesse à plusieurs tentatives d'assassinat en 1948. En 1949, le chef d'état-major Husni al-Za'im mène un coup d'État militaire qui renverse le gouvernement Quwatli. Al-Asali, ainsi que la plupart des associés de Quwatli, sont arrêtés. Il est resté en résidence surveillée jusqu'à ce que le gouvernement d'al-Za'im soit renversé par un autre coup d'État militaire. Sous le gouvernement militaire d'Adib Shishakli, Al-Asali s'allie à l'ancien président Hashim al-Atassi et conspire pour renverser le gouvernement Shishakli et restaurer une administration civile en Syrie.

#### Premier ministre
Le gouvernement de Shishakli est renversé par un coup d'État militaire en 1954. Al-Atassi est élu président et demande à al-Asali de former un cabinet. Au cours de son mandat, le colonel Adnan al-Malki, chef d'état-major adjoint, est assassiné par un membre du Parti social nationaliste syrien (PSNS). L'"affaire Malki" suscite l'indignation des militaires. Al-Asali a nommé Abdel Hamid al-Sarraj à la tête d'un tribunal officiel qui a désigné le PSNS, avec le soutien des États-Unis, comme le principal coupable. Le PSNS a été mis hors la loi et tous ses dirigeants ont été arrêtés. Au cours de son premier mandat de Premier ministre, al-Asali s'allie à l'armée forte, ce qui lui permet d'obtenir un second mandat en 1956.

#### Nassérisme
Al-Asali a été le fer de lance du mouvement nassériste en Syrie après la crise de Suez de 1956, et des fonctionnaires et des officiers de l'armée nasséristes ont été promus pendant son mandat. On lui attribue le mérite d'avoir convaincu Quwatli, un autre dirigeant pro-Nasser, de se présenter à nouveau à la présidence en 1955. Quwatli nomme al-Asali premier Premier ministre après son entrée en fonction. En janvier 1958, il nomme le dirigeant socialiste Salah al-Din al-Bitar ministre des affaires étrangères et le charge de négocier une union complète entre l'Égypte et la Syrie. Le président al-Quwatli et al-Asali se rendent au Caire pour finaliser l'accord et annoncent la création de la République arabe unie, sous la direction de Gamal Abd al-Nasser, le 1er février 1958. Le lendemain, Nasser nomme Al-Asali vice-président.
En 1959, la publication de documents datant de 1951 semble le lier au gouvernement irakien. Ses opposants l'accusent de recevoir des fonds illicites et le contraignent à démissionner. En 1960, Al-Asali rejoint l'opposition syrienne au gouvernement Nasser et accuse ce dernier d'instaurer un régime dictatorial en Syrie. Il soutient le coup d'État de 1961 qui met fin à l'union et signe la déclaration de sécession.

## Dernières années
Pendant les années de sécession, al-Asali a été élu au parlement mais n'a jamais fait partie d'un cabinet. À la suite du coup d'État des Baathi en 1963, Sabri al-Asali, considéré comme un collaborateur du gouvernement sécessionniste, voit ses biens confisqués et ses droits civiques révoqués. Il se retire de la vie publique et meurt à Damas le 13 avril 1976.